# Mélangisme
Le mélangisme est une forme particulière de sexualité de groupe proche de l'échangisme dans laquelle les pratiquants, le plus souvent en couples mais intégrant parfois des célibataires, ont des relations sexuelles multiples au cours d'une même soirée sans pénétration hors couple.

## Origine
Le libertinage comprend différentes pratiques : mélangisme, candaulisme, triolisme, côte-à-côtisme,…
Le mélangisme trouve ses racines chez les libertins des XVIIIe et XIXe siècles : cette pratique se déroulait dans des cercles d’intellectuels et était donc réservée à une certaine élite.
Après l'apparition du SIDA, les pratiques mélangistes se sont développées, pour éviter les risques de contamination.

## Mélangisme et échangisme
Le mélangisme se distingue de l'échangisme par l'absence de pénétration hors couple. Au-delà de cette distinction de pratique, le mélangisme revendique une approche plus détendue de la pratique libertine, basée sur les caresses et baisers mutuels et pluriels, les rapports oraux et les masturbations mutuelles.

### Wiktionnaire
Le mot mélangisme est défini dans le wiktionnaire.